# 杉並区立ゆうゆう館
杉並区立ゆうゆう館（すぎなみくりつゆうゆうかん）とは、東京都杉並区内にある60歳以上を対象にした区立の高齢者向けの施設である。2006年（平成18年）にそれまでの敬老会館の名称をゆうゆう館と変更した。区内に32館あり、その全てを特定非営利活動法人、または株式会社が受託運営している。

## 沿革
1963年（昭和38年）8月、老人福祉法に基づき、杉並区内在住の60歳以上の高齢者を対象に、健康の増進、教養の向上及びレクリエーションの場としての敬老会館を設置し、老人福祉の増進に努める事となった。高齢者が地域の中で趣味を楽しんだり生きがい活動に励むための、身近な集合施設として小規模施設である「敬老会館」を区内各地に設置した。
設置までの過程において、杉並区議会では、区による当該施設の設置は都の施策との二重行政ではないかとの声もあったようであるが、区側は「都がやるものは老人福祉センターまでであり、それ以外の施設を持つ事は二重行政の主旨に反しないと考える」との論拠から敬老会館の設置を進めていった。
杉並区立敬老会館、第1号は上荻窪敬老会館で1963年（昭和38年）11月に関根町32（現・上荻3−16−6）の荻窪出張所の2階に開館した。ステレオ電蓄装置、レコード盤や冷暖房器具も備え、当時としては最新の機器や設備が施されていた（杉並区広報紙 昭和38年10月5日号）。

その後、昭和30年代後半から50年代にかけて、毎年、年2館のペースで増設していき、17年間に27館を建設した。

### 年表
- 1963年（昭和38年）11月4日 - 上荻窪敬老会館 開館
- 1964年（昭和39年） 8月1日 - 下高井戸敬老会館 開館
- 1965年（昭和40年） 2月1日 - 西田敬老会館 開館
- 1965年（昭和40年）4月15日 - 堀ノ内松ノ木敬老会館 開館
- 1965年（昭和40年） 8月1日 - 阿佐谷敬老会館 開館
- 1965年（昭和40年）9月15日 - 堀ノ内松ノ木分館 開館
- 1966年（昭和41年）1月10日 - 高円寺北敬老会館 開館
- 1966年（昭和41年） 4月1日 - 馬橋敬老会館 開館
- 1966年（昭和41年） 4月1日 - 大宮前敬老会館 開館
- 1966年（昭和41年）9月16日 - 和田敬老会館 開館
- 1966年（昭和41年）12月1日 - 荻窪敬老会館 開館
- 1967年（昭和42年） 2月1日 - 四宮敬老会館 開館
- 1967年（昭和42年） 4月1日 - 井草敬老会館 開館
- 1968年（昭和43年） 4月1日 - 天沼敬老会館 開館
- 1968年（昭和43年）6月15日 - 上高井戸敬老会館 開館
- 1968年（昭和43年） 7月1日 - 和泉敬老会館 開館
- 1970年（昭和45年） 3月1日 - 高円寺南敬老会館 開館
- 1970年（昭和45年） 6月1日 - 桃井敬老会館 開館
- 1971年（昭和46年）1月10日 - 高円寺東敬老会館 開館
- 1971年（昭和46年） 4月1日 - 和田中央敬老会館 開館
- 1973年（昭和48年） 5月1日 - 高井戸西敬老会館 開館
- 1973年（昭和48年） 7月1日 - 西荻北敬老会館 開館
- 1974年（昭和49年） 5月1日 - 高井戸東敬老会館 開館
- 1974年（昭和49年） 7月1日 - 井草中央敬老会館 開館
- 1975年（昭和50年） 6月1日 - 阿佐谷北敬老会館 開館
- 1977年（昭和52年） 5月1日 - 善福寺敬老会館 開館
- 1977年（昭和52年） 9月1日 - 久我山敬老会館 開館
- 1979年（昭和54年） 2月1日 - 浜田山敬老会館 開館
- 1980年（昭和55年） 5月1日 - 下井草敬老会館 開館
- 1985年（昭和60年） 4月1日 - 永福敬老会館 開館
- 1986年（昭和61年） 3月4日 - 梅里敬老会館 全館改築（昭和40年9月15日 堀ノ内松ノ木分館として開館）
- 1986年（昭和61年）11月1日 - 荻窪東敬老会館 開館
- 1990年（平成 2年）4月16日 - 高円寺北敬老会館 移転改築
- 1993年（平成 5年） 2月1日 - 大宮堀ノ内敬老会館 開館
- 2006年（平成18年） 4月1日 - 「杉並区立高齢者活動支援センター及びゆうゆう館条例」に基づき、それまでの「敬老会館」の名称を「ゆうゆう館」と改称した。これにより全敬老会館が「杉並区立○○敬老会館」から「杉並区立ゆうゆう○○館」へ改称された。

## 施設
- ゆうゆう和泉館
- ゆうゆう下高井戸館
- ゆうゆう永福館
- ゆうゆう浜田山館
- ゆうゆう和田館
- ゆうゆう方南館
- ゆうゆう大宮堀ノ内館
- ゆうゆう梅里堀ノ内館
- ゆうゆう堀ノ内松ノ木館
- ゆうゆう高円寺東館
- ゆうゆう馬橋館
- ゆうゆう高円寺南館
- ゆうゆう高円寺北館
- ゆうゆう阿佐谷館
- ゆうゆう阿佐谷北館
- ゆうゆう天沼館
- ゆうゆう西田館
- ゆうゆう荻窪東館
- ゆうゆう荻窪館
- ゆうゆう上荻窪館
- ゆうゆう今川館
- ゆうゆう桃井館
- ゆうゆう井草館
- ゆうゆう下井草館
- ゆうゆう四宮館
- ゆうゆう善福寺館
- ゆうゆう大宮前館
- ゆうゆう久我山館
- ゆうゆう上高井戸館
- ゆうゆう高井戸東館
- ゆうゆう高井戸西館